# Tadeusz Derengowski
Tadeusz Derengowski (ur. 1 marca 1912 w Dąbrowie Górniczej, zm. marzec 1944 w Krakowie) – inżynier chemik, dyplomata, pilot szybowcowy i samolotowy, instruktor lotniczy, spadochroniarz, członek Aeroklubu Warszawskiego, harcerski działacz lotniczy, harcmistrz, żołnierz tajnej organizacji Wachlarz.

## Życiorys
Urodził się 1 marca 1912 r. w Dąbrowie Górniczej w rodzinie kolejarskiej jako jedyny syn Leona i Bronisławy z domu Olbracht. W 1915 r. rodzina została przymusowo wywieziona do Rosji, skąd powróciła do Polski w 1918 r. i zamieszkała w Warszawie. Tam w 1920 r. rozpoczął naukę w Technicznej Szkole Kolejowej. Od 1922 r. był uczniem Państwowego Gimnazjum im. Tadeusza Czackiego w Warszawie. Należał tam do 27 Warszawskiej Drużyny im. Szymona Konarskiego. Od 1929 r. sprawował funkcję drużynowego 27 WDH. Po wybudowaniu przez ojca niedużego domu w Zielonce pod Warszawą rodzina Derengowskich zamieszkała tam przy ul. Wesołej 25.
Maturę zdał w 1930 r., po czym podjął studia na Wydziale Chemii Politechniki Warszawskiej, gdzie w 1936 r. uzyskał półdyplom, odbywając następnie praktykę w Państwowych Zakładach Lotniczych w Wytwórni Silników Nr 1 na Okęciu. Od początku 1936 r. studiował ponadto Dyplomację w Wyższej Szkole Politycznej w Warszawie. Do 1939 r. zdał wszystkie egzaminy na obu kierunkach i jeszcze przed rozpoczęciem II wojny światowej obronił pracę dyplomową. Uzyskał tytuł inżyniera chemii i dyplomowanego dyplomaty politycznego.
W 1931 r. wraz ze swoją drużyną harcerską brał udział w Zlocie Skautów Słowiańskich w Pradze. Na przełomie 1932/33 r. był współorganizatorem Harcerskiego Klubu Lotniczego w Warszawie, gdzie ukończył teoretyczny kurs szybowcowy. Kat. „A” pilota szybowcowego uzyskał na Harcerskim Kursie Szybowcowym w Polichnie w 1933 r., następnie w czerwcu tegoż roku na kursie szybowcowym w Bezmiechowej Górnej kat. „B” pilota szybowcowego. Wiosną 1933 r. pomagał Romanowi Berkowskiemu w budowie pierwszego harcerskiego szybowca „Wrona”. Od 30 czerwca 1933 r. był członkiem Aeroklubu Warszawskiego. Był współorganizatorem i uczestnikiem wielu krajowych i zagranicznych imprez harcersko-lotniczych m.in. Harcerskiej Wyprawy Szybowcowej na IV Jamboree Skautowe w Gödöllö na Węgrzech (1–15 sierpnia 1933 r.). Na Jamboree wyjechało 14 harcerzy lotników m.in. Roman Berkowski, Kazimierz Kula, Tadeusz Derengowski, Piotr Mynarski, Stanisław Piątkowski, Stefan Waciórski. Kierownikiem grupy był Jan Klasa, opiekunem Szczepan Grzeszczyk. Harcerze mieli ze sobą szybowce: 2 „Czajki”, „Komara”, SG-28 i własną harcerską „Wronę”. W 1934 r. objął Referat Lotniczy przy Gł. Kwaterze ZHP oraz został wiceprezesem HKL. Wiosną 1934 r. w Bezmiechowej uzyskał kat. „C” pilota szybowcowego i wykonał na szybowcu „Czajka” lot trwający 7 godzin i 47 minut, który okazał się rekordowy. Po uzyskaniu w tymże roku uprawnień instruktora szybowcowego, prowadził w lecie harcerskie kursy szybowcowe. W lipcu 1935 r. był komendantem kursu szybowcowego w Goleszowie niedaleko Cieszyna. Od 10 do 17 kwietnia 1936 r. uczestniczył w zorganizowanej przez HKL Harcerskiej Wyprawy Szybowcowej do Turki nad rzeką Stryj celem sprawdzenia przydatności tamtejszego terenu na harcerskie szybowisko.
W 1936 r. uzyskał uprawnienia pilota samolotowego. W drugiej połowie maja (16–24) tego samego roku brał udział z grupą 10 harcerzy-szybowników w Zlocie Szybowcowym w Budapeszcie, zorganizowanym z okazji VI Kongresu Międzynarodowych Organizacji Studiów Szybowcowych (ISTUS). W 1936 r. dzięki jego staraniom uzyskano tzw. dom z wieżyczką na lotnisku mokotowskim (własność od 1910 r. Warszawskiego Towarzystwa Aviata) i urządzono tam siedzibę HKL.

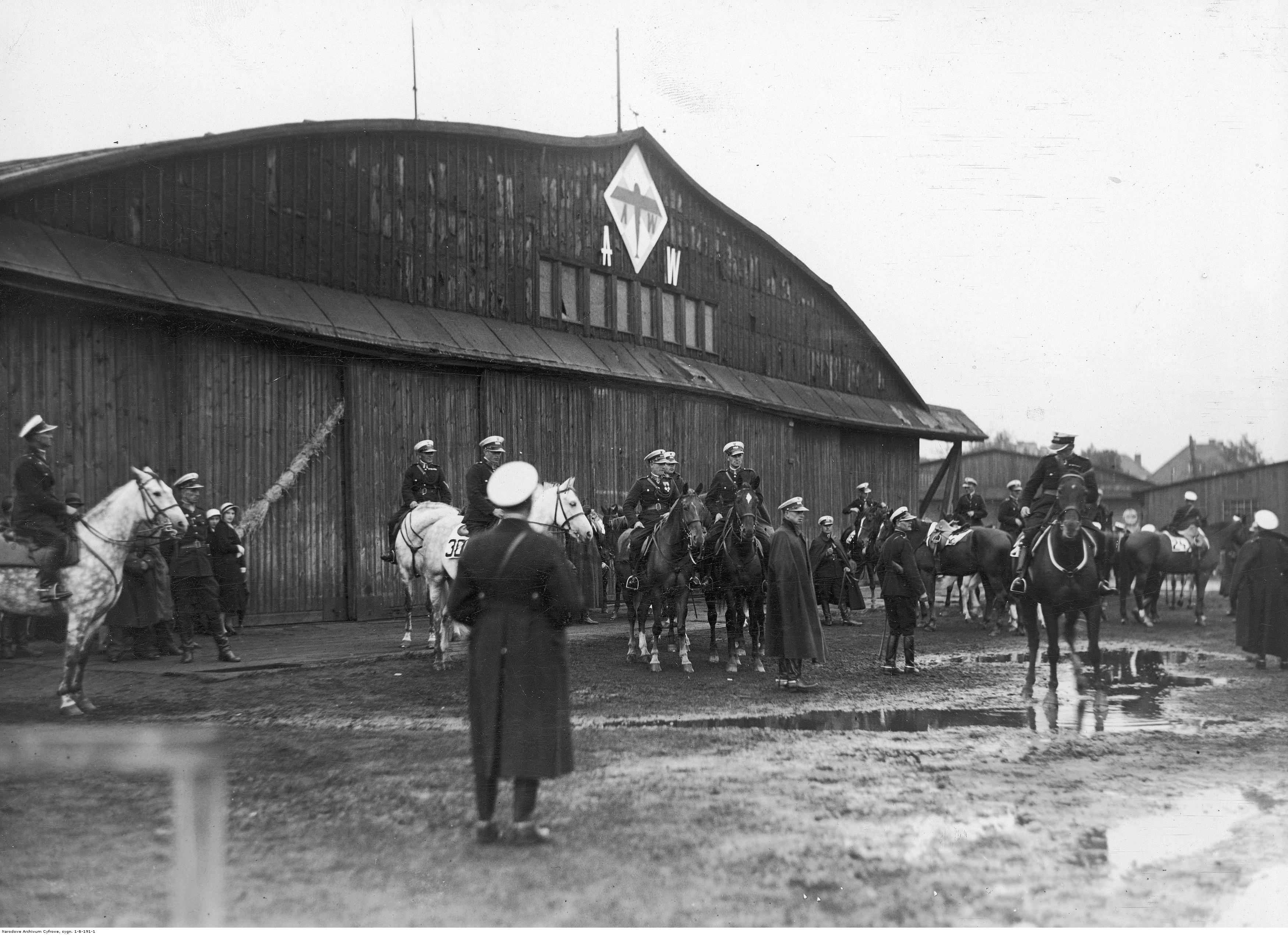
Hangary Aeroklubu Warszawskiego, 1933 r.

W początkach 1937 r. przeszedł przeszkolenie spadochronowe w Legionowie, zostając później w HKL harcerskim instruktorem spadochronowym.
10 grudnia 1937 r. otrzymał stopień harcmistrza ZHP. W 1937 r. organizował i kierował 19-osobową lotniczą drużyną zlotową na V Jamboree Skatowe (od 29 lipca do 13 sierpnia) w Vogelenzang w Holandii. Pilotował szybowiec „Sokół” bis, holowany za samolotem RWD-8 z Warszawy do Hagi i z powrotem. Na tym szybowcu w Yppenburgu (Haga), Teuge i Eindhoven dał wraz ze Stefanem Waciórskim pokaz akrobacji szybowcowej.
W 1938 r. uzyskał uprawnienia do wykonywania lotów na motoszybowcach, a w lecie tego samego roku został komendantem harcerskich kursów szybowcowych w Szkole Szybowcowej w Tęgoborzy (pow. Nowy Sącz). 6 czerwca ze szkoły szybowcowej w Sokolej Górze wykonał 104-kilometrowy przelot, lądując w Mordach. W 1938 r., sprawując funkcję kierownika, brał udział w II Harcerskiej Wyprawie Szybowcowej do USA. Zawiózł tam szybowiec treningowy „Komar”, na którym szkolił młodzież Polonii amerykańskiej w okolicach Pittsburga w stanie Pensylwania. W 1939 r. uczestniczył w I Międzynarodowym Zlocie Dziennikarzy Lotniczych, który odbył się w dniach od 5 do 13 czerwca w Rzymie, jako przedstawiciel „Skrzydlatej Polski”, mając już licencję sportową (nr 169) klasy „C” i „D”. Wykonał wówczas na motoszybowcu” Bąk” II (SP-BBK) przelot 4035 km na trasie: Warszawa – Tallinn – Ryga – Wilno – Warszawa – Lwów – Budapeszt – Zagrzeb – Wenecja – Piza – Rzym. Spośród 42 załóg biorących udział w zlocie zajął drugie miejsce. Bąk i jego pilot byli w Rzymie obiektami dużego zainteresowania i nie szczędzono słów uznania, a nawet zachwytu. Derengowski demonstrował tam jeszcze kilkakrotnie loty „Bąka” nad Rzymem i każdorazowo mały polski samolot spotykał się z ogromnym aplauzem widowni. Lot T. Derengowskiego do Rzymu miał także na celu sprawdzenie przydatności „Bąka II” do turystyki lotniczej, korzystającej z przygodnych lotnisk.

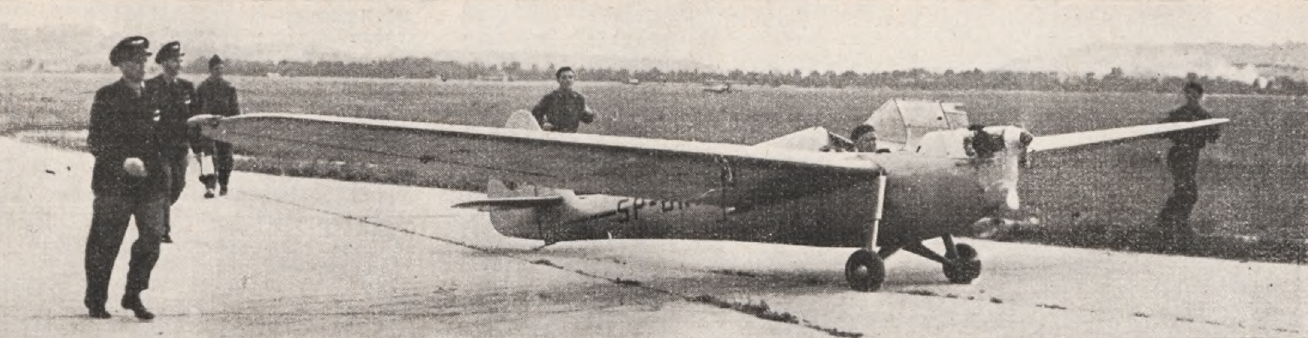
Motoszybowiec Bąk na lotnisku w Rzymie, 1939 r.

Jeszcze przed wybuchem II wojny światowej rozpoczął współpracę z II Wydziałem KG Wojska Polskiego, przeprowadzając w sierpniu 1939 r. zwiad lotniczy w Prusach Wschodnich, wskazując koncentrację wojsk niemieckich w pobliżu granicy z Polską. W pierwszych dniach września 1939 r. uczestniczył w akcji przetransportowania rzutem powietrznym samolotów Aeroklubu Warszawskiego przejętych przez Eskadrę Sztabową Dowództwa Lotnictwa z lotniska mokotowskiego do Powsina na skraj Lasu Kabackiego. Po upadku Warszawy przez dwa miesiące pilnował ukrytego w stogu siana w Lesie Kabackim samolotu RWD-8.
Na jesieni 1939 r. wraz z konstruktorem szybowców inż. Antonim Kocjanem podjął działalność w organizacji wywiadowczej Muszkieterowie, kierowanej przez inż. Stefana Witkowskiego, ps. „Inżynier”, „Tęczyński”. Działał w wywiadzie komunikacyjnym kierowanym przez inż. Kazimierza Leskiego „Bradla” w referacie lotniczym prowadzonym przez inż. architekta Jana Kelwina. Zajmował się wywiadem lotniczym, uczestniczył w akcji odkrycia tajemnic związanych z produkcją niemieckich rakiet V1 i V2, był również kurierem. Po aresztowaniu inż. Jana Kelwina do końca lipca 1942 r. był kierownikiem referatu lotniczego.
Organizacja ta współpracowała z II Oddziałem wywiadowczym KG Służby Zwycięstwu Polski, a później ZWZ. W „Mu” działał do listopada 1941 r., mając duże zasługi w zdobyciu i opracowaniu planów 48 lotnisk niemieckich na ziemiach polskich, za co został odznaczony Srebrnym Krzyżem Zasługi. Równocześnie od wiosny 1940 r. należał do Polskiego Związku Powstańczego (PZP), który był kryptonimem ZWZ przekształconym później w AK. Pomagał płk. Zenonowi Romanowskiemu „Bończa” w szkoleniu lotniczym grupy uczniów szkoły rzemieślniczej im. Konarskiego w Warszawie.
Po utworzeniu w związku z wybuchem wojny niemiecko-sowieckiej latem 1941 r. organizacji dywersyjnej KG ZWZ „Wachlarz”, został doń skierowany. Od marca 1942 r. kierował szkoleniem i prowadził kursy dywersyjne (Kartoteka Centralna Wachlarza nr 69). Używał pseudonimów „Szary”, „Zrąb”, „Dering” oraz fałszywego nazwiska Domański. Po aresztowaniu 18 września 1942 r, ppor. Stanislawa Wierzbickiego („Pers”, „Miecz”) dowódcy I Oddziału (Organizacyjnego) „Wachlarza” od października 1942 r. kierownictwo tego Oddziału objął T. Derengowski. Oddział I składał się z 6 referatów oraz osobnej placówki tzw. Studium, zajmującej się metodami i sposobami prowadzenia akcji dywersyjnych, pracami tymi osobiście kierował „Szary” Tadeusz Derengowski. W dziale „Studium” pracowali ppor. Tadeusz Chyliński „Dzięcioł”, „Aga” (KCW nr 261), ppor. Roman Berkowski „Zryw”, „Gryw I” (KCW nr 219), Bronisław Żurakowski „Czarnocki”, „Żółw” (KCW nr 18).

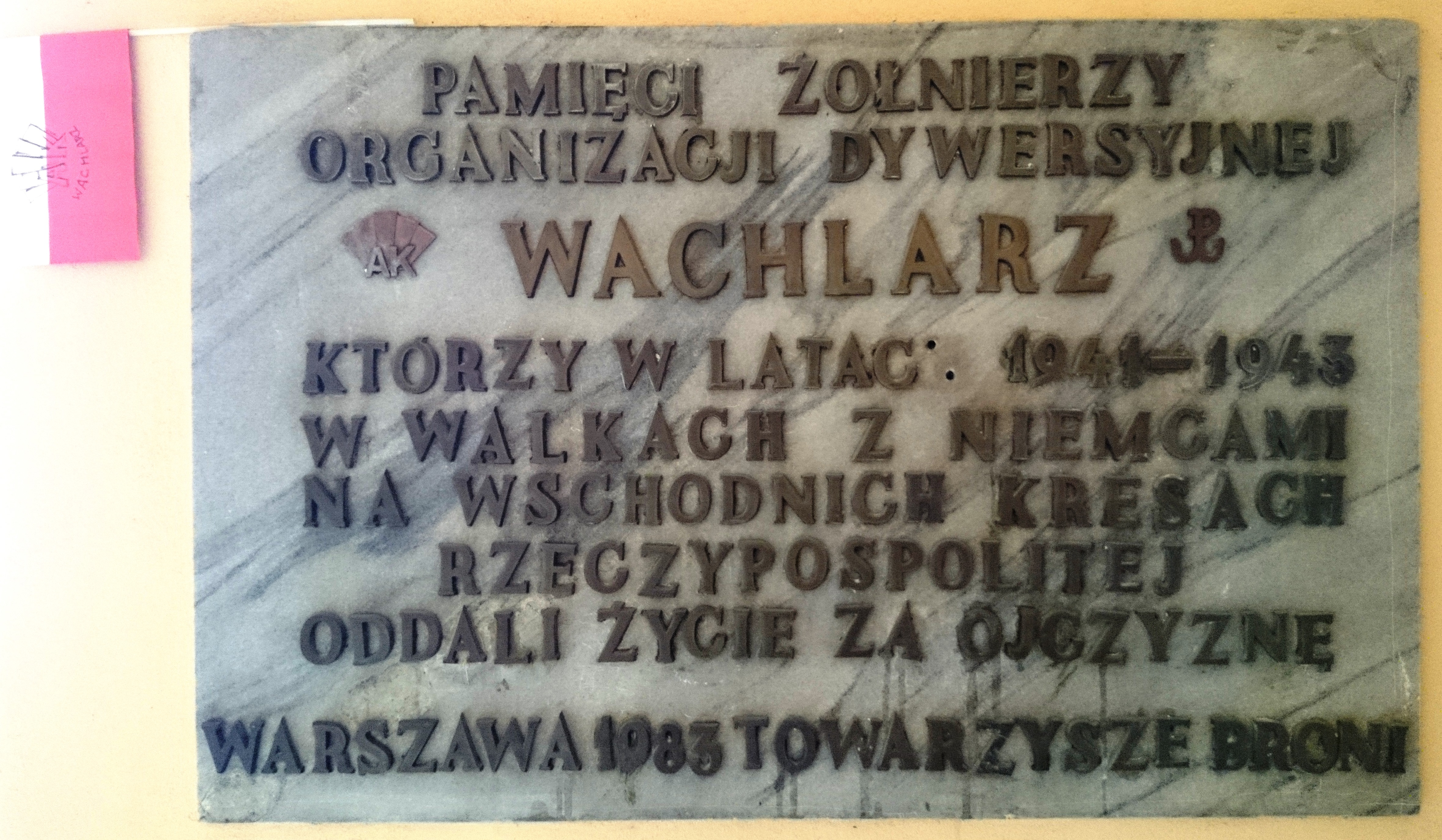
Tablica poświęcona żołnierzom Wachlarza znajdująca się w podcieniach dziedzińca kościoła św. Marcina w Warszawie

Po ukończeniu tajnej podchorążówki rezerwy otrzymał 24 grudnia 1942 r. stopień kaprala pchor. AK. Na początku 1943 r. był w grupie rozwiązującej struktury terenowe i przekazującej żołnierzy „Wachlarza” do organizowanego Kedywu (Kierownictwo Dywersji). Od marca 1943 r. został przekazany do Oddziału Dyspozycyjnego Kedywu Motor 30 (SO 30), gdzie objął dowództwo zespołu kwatermistrzowskiego (transport samochodowy, magazyny broni, kasa oddziału), zwanego Oddziałem „Szarego”. W skład Motoru 30 wchodziły oddziały „Zośka” oraz „Agat” (skrót od Anty-Gestapo – późniejszy „Parasol”). 20 maja 1943 r. dowodził grupą „Stacja” podczas odbicia więźniów w Celestynowie. Wiosną 1943 r. razem z Marią Kann i Stefanem Waciórskim uczestniczył w przygotowaniu pierwszego numeru konspiracyjnego czasopisma lotniczego „Wzlot”. We wrześniu 1943 r. ze względów bezpieczeństwa zamieniono nazwę Motor 30 na sztuka 90 (Szturmowa Kadra). Tam nadal dowodził Oddziałem Kwatermistrzostwa.
Pod koniec marca 1944 r. pojechał do Krakowa celem ratowania łączniczki, która wpadła w ręce Gestapo. Nawiązał tam kontakt z łącznikiem, który okazał się agentem niemieckim. 18 marca Niemcy aresztowali T. Derengowskiego wraz z sierżantem podch. Tadeuszem Hamankiewiczem ps. „Konrad”. Został osadzony w więzieniu Gestapo przy ul. Montelupich w Krakowie. Pod koniec marca tegoż roku podczas próby ucieczki został zastrzelony przez Niemców.